# 커스티 코번트리
커스티 리 코번트리(Kirsty Leigh Coventry, 1983년 9월 16일~)는 짐바브웨의 전 수영 선수이자 국제 올림픽 위원회 위원장 당선인이다. 짐바브웨의 하라레에서 태어나 미국 앨라배마의 오번 대학교에서 수영 선수로 활약했다.
2000년 아직 고등학생이었을 때 짐바브웨 선수로는 최초로 올림픽에서 준결승에 진출해 짐바브웨에서 올해의 여자 스포츠인으로 선정되었다.
2004년 아테네 올림픽에서 200미터 혼영에서 동메달을 따 짐바브웨 사상 최초의 개인 올림픽 메달을 획득하였다. 그 이전에는 1980년 하계 올림픽에서 짐바브웨 여자 필드하키 팀이 금메달을 딴 것이 짐바브웨의 올림픽 도전사상 유일한 메달이었다. 이어서 200미터 배영에서 금메달, 100미터 배영에서 은메달을 추가하였다.
2005년 몬트리올에서 열린 세계 선수권 대회에서는 100미터와 200미터 배영에서 각각 금메달을, 200미터와 400미터 혼영에서 각각 은메달을 따냈다. 짐바브웨 선수로는 유일하게 참가했지만 그의 활약으로 나라별 메달 순위에서 짐바브웨가 3위를 기록했다.
2008년 베이징 올림픽에서는 200m 배영에서 2분 05초 24의 세계 신기록으로 금메달을 따는 등 총 금 1, 은 3개의 메달을 획득하였다. 코번트리는 100m 배영에서도 준결승전에서 58초 77의 세계 신기록을 수립하였으나 결승에서는 2위를 하는데 그쳤다.
2009년 로마 세계 선수권 대회에서는 200미터 배영에서 2분 04초 81의 세계 신기록으로 금메달을 따냈고 400미터 개인혼영에서는 은메달을 추가했다.
2025년 3월 20일 그리스에서 열린 제144차 IOC 총회에서 국제 올림픽 위원회 위원장으로 선출되었다. 이에 따라 2025년 6월 23일에 토마스 바흐의 뒤를 이어 국제 올림픽 위원회 위원장으로 취임할 예정이다.

## 초기 생애
코번트리는 1983년 9월 16일 하라레에서 Robert Edwin과 Lyn Coventry 사이에서 태어났다. 그녀는 하라레에 있는 가톨릭 여자 전문 사립 학교인 도미니카 수녀원에 다녔다. 

## 같이 보기
- 수영 배영 100m 세계 기록 추이
- 수영 배영 200m 세계 기록 추이

| 전임 토마스 바흐 (2013년~2025년) | 제10대 IOC 위원장 2025년 6월 23일~ |  |